# Aloe rufocincta
Aloe rufocincta é uma espécie de liliopsida do gênero Aloe, pertencente à família Asphodelaceae.